# El Andévalo
El Andévalo o El Campo de Andévalo és una comarca situada a la província de Huelva, a Andalusia. Es troba entre la Sierra de Aracena, la Tierra Llana de Huelva i la frontera amb Portugal.
Està formada pels municipis d'Alosno, Cabezas Rubias, Calañas, El Almendro, El Cerro de Andévalo, El Granado, La Zarza-Perrunal, Paymogo, Puebla de Guzmán, San Bartolomé de la Torre, Sanlúcar de Guadiana, Santa Bárbara de Casa, Valverde del Camino, Villanueva de las Cruces i Villanueva de los Castillejos.
Limita a l'est amb la comarca de la Cuenca Minera, al sud amb El Condado, la Comarca Metropolitana de Huelva i la Costa Occidental de Huelva, a l'oest amb Portugal i al nord amb la Sierra de Huelva.